# Simplicius (Operette)
Simplicius ist eine Operette in drei Akten von Johann Strauss (Sohn). Das Libretto stammt von Victor Léon und basiert auf dem Roman Der abenteuerliche Simplicissimus von Hans Jakob Christoffel von Grimmelshausen.

## Uraufführung
Das Werk erlebte seine Uraufführung am 17. Dezember 1887 im Theater an der Wien in Wien. Die hohen Erwartungen, die viele Wiener Musikliebhaber in das Werk gesetzt hatten, erfüllten sich aber nicht.
Regisseur Victor Léon besetzte die ernste Rolle des Simplicius mit dem beliebten Komiker Alexander Girardi, was nach Meinung von Franz Marischka ein entscheidender Fehler war. Zudem entzündete sich während der Vorstellung der Federhut eines Komparsen an einer Kerze. Obwohl der Brand schnell gelöscht war, verließ ein großer Teil des Publikums panikartig das Theater, während Johann Strauss weiterdirigierte. Schon nach wenigen Vorstellungen wurde Simplicius aus dem Spielplan genommen.

## Handlung
Die Handlung spielt während des Dreißigjährigen Kriegs. Vor dem Hintergrund des Kriegsgeschehens geht es um Familiendramen, Erbschaftsstreitereien und letztlich um Liebesgeschichten. Am Ende folgt auch der Text dieser Operette, obwohl er zwischenzeitlich sehr düster gestaltet ist, dem klassischen Operetten Klischee. Es löst sich alles irgendwie in Wohlgefallen auf und die Probleme werden zur Zufriedenheit der Beteiligten gelöst.

## Fortwirken
Die Operette Simplicius ist im Vergleich zu anderen Operetten von Johann Strauss musikalisch etwas blasser geblieben und hat daher nicht an die großen Erfolge des Komponisten anknüpfen können. Trotz mehrerer Umarbeitungen gelang es nicht dem Werk zum Durchbruch zu verhelfen. Nach 1894 wurde es praktisch nicht mehr gespielt. Erst anlässlich des 100. Todestages von Johann Strauss kam es im Jahr 1999 am Opernhaus Zürich erneut zu einer Aufführung. Trotz des dortigen Erfolges ist es bis heute weitgehend aus den Spielplänen der Theater verschwunden.

## Musiknummern
Die Partitur enthält mindestens folgende 17 Nummern, die auch im Booklet der unten erwähnten DVD angegeben sind:
- Ouvertüre
- Nr. 1 Musikalische Szene und Lied: In einsam ruhiger Betrachtung (Einsiedler)
- Nr. 2 Lied: Die Jungfrau strahlt in hellem Glanze (Melchior)
- Nr. 3 Musikalische Szene: Vater! O Vater! Beruhige Dich (Simplicius, Einsiedler)
- Nr. 4 Ensemble: Sakrament, Element! (Soldaten, Simplicius, Wachtmeister)
- Nr. 5 Finale I: Fort, nur fort, fort von hier! (Wachtmeister, Soldaten, Simplicius, Einsiedler)
- Nr. 5a Entre'act (Orchester)
- Nr. 6 Introduktion (2.Akt): Trommeln dröhnen, es ist Tag (Soldaten, Wachtmeister, Kürassier)
- Nr. 7 Lied: Seitdem ich meinen Wald verliess (Simplicius)
- Nr. 8 Lied: Im ganzen Land hat sich entbrannt (Arnim)
- Nr. 8a Lied: Bald war in Schlummer ich gesunken (Hildegarde)
- Nr. 9 Melodram und Duett: Sei froh, wenn du die Männer erst kennlernst (Schnapslotte, General)
- Nr. 10 Finale II: Nur schnell das Fest improvisiert (Alle außer Einsiedler)
- Nr. 10a Vorspiel zum 3. Akt (Orchester)
- Nr. 11 Melodram und Walzer-Romanze: Ob ich Simplicius jemals wieder finde? (Einsiedler)
- Nr. 12 Ensemble: Wo ist er denn? (Bauern, General, Soldaten, Simplicius)
- Nr. 12a Der Frühling lacht es singen die Vögelein
- Nr. 13 Duett: Also du bist ein Freiersmann (Tilly, Simplicius)
- Nr. 14 Lied: Bei Glockenklang mit frohem Tanz (Gefangene, Ebba, Schnapslotte) auch als Glockenlied bekannt
- Nr. 15 Quartett: Im deutschen Strom (Tilly, Hildegarde, Arnim, Simplicius, Chor)
- Nr. 16 Donauweibchen-Walzer (Orchester) Als Opus 427 auch als eigenständiges Werk des Komponisten ausgelagert
- Nr. 17 Finale III (Schlussgesang): Nun denk ich wieder gern (Alle)

Eine leicht variierte Form der Nummernabfolge findet sich im unten angegebenen Link zum Klavierauszug.

## Musikalische Weiterverwendung
Nach Motiven aus dieser Operette entstanden dann eigenständige Werke des Komponisten die in seinem Werkverzeichnis mit den Opus-Zahlen 427 bis 432 gekennzeichnet sind. Dabei handelt es sich um folgende Werke:
- Donauweibchen, Walzer, Opus 427
- Reitermarsch, Opus 428
- Simplicius-Quadrille, Opus 429
- Soldatenspiel, Polka francaise, Opus 430
- Lagerlust, Polka Mazurka, Opus 431
- Muthig Voran, Polka schnell 432
- Altdeutscher Walzer (ohne Op. Nummer)

## Sonstiges
Im Jahr 2000 kam beim Label Arthaus Musik eine DVD mit dieser Operette auf den Markt. Hierbei handelt es sich um den Mitschnitt der oben angeführten Aufführung des Opernhauses Zürich. Die musikalische Leitung hatte Franz Welser-Möst. Mitwirkende waren das damalige Ensemble, der Chor und das Orchester des Züricher Opernhauses.
Das Lied Nr. 12a (siehe unten bei Weblinks im Klavierauszug) Der Frühling lacht, es singen die Vögelein wurde unter dem neuen Titel Sei mir gegrüßt, du holdes Venetia im Jahr 1923 von Erich Wolfgang Korngold in eine von ihm geschaffene Neuversion der Operette Eine Nacht in Venedig eingebaut.